# トム・ヒルデ
トム・ヒルデ（Tom André Hilde、1987年9月22日 - ）は、ノルウェー、アーケシュフース県バールム出身のスキージャンプ選手。兄のテリエ・ヒルデもスキージャンプ選手。

## 経歴
7歳でジャンプを始める。2004年夏のノルウェー選手権で17歳ながらノーマルヒルで優勝し注目された。2004/05シーズンは主にNorges Cupで活躍、ノルウェージュニア選手権ではラージヒル2位、ノーマルヒル4位となりノルディックスキージュニア世界選手権では団体6位となった。
2005/06シーズンは主にコンチネンタルカップを転戦し総合23位となった。シーズン後半の3月10日にリレハンメルでワールドカップにデビュー、19位となった。
2006/07シーズンはヘッドコーチのミカ・コヨンコスキに認められてナショナルAチーム入りし、札幌での世界選手権で団体銀メダルを獲得。ワールドカップ総合20位となった。
2007/08シーズンはさらに飛躍した。開幕戦のクーサモ（フィンランド）で自身初の表彰台（3位）を皮切りに1桁順位を続け、1月12日のヴァル・ディ・フィエンメで初優勝、翌日も連勝した。スキーフライング世界選手権の団体で銅メダルを獲得、ノルディックトーナメント総合2位となるなど活躍し、シーズン総合4位となった。ノルウェー選手権でもノーマルヒル金、ラージヒル銀メダルを獲得した。
2008/09シーズンは一転して調子を落とし、表彰台に上ることもなく総合24位に終わった。世界選手権では団体銀メダルのメンバーとなった。
2009/10シーズンもあまり成績は上がらず、オリンピックまでのワールドカップで10位以内に入ったのは2度だけだった。2010年バンクーバーオリンピックノーマルヒル12位、ラージヒル11位、団体ではアンデシュ・バーダル、ヨハン・レメン・エベンセン、アンデシュ・ヤコブセンとともに銅メダルを獲得した。しかしオリンピック後も調子は上がらず、このシーズンのワールドカップ総合は26位、スキーフライング世界選手権も29位に終わった。
2010/11シーズンは調子を取り戻し、2011年1月6日のビショフスホーフェンで3シーズン振りの勝利を挙げてジャンプ週間総合3位に食い込むなど、6度の表彰台登壇で総合5位となった。地元オスロで開催された世界選手権では団体2種目で銀メダルのメンバーとなった。
2011/12シーズンは12月30日のオーベルストドルフで着地時の転倒により脊椎を骨折、脊髄に異常はなかったもののシーズン絶望の可能性が報じられた。しかし驚異的な回復力で2012年1月6日にはトレーニングを再開している。
2012/13シーズンは札幌大会1日目で2位となり、これがワールドカップ最後の表彰台となった。その後はコンチネンタルカップとワールドカップを行き来した。
2018年3月、引退を発表した。